# Nassim Hedroug
Nassim Hedroug, né le 2 novembre 1975 à El Kseur, est un joueur algérien de volley-ball. Il mesure 1,98 m et joue attaquant. Il est considéré comme le meilleur volleyeur algérien,.

## Clubs
| Club         | Pays    | De    | À |
| ------------ | ------- | ----- | - |
| O.El Kseur   | Algérie | 1994  |   |
| Béjaïa       | Algérie |       |   |
| Club sfaxien | Tunisie |       |   |
| Bellaing PH  | France  | 2004- |   |

## Palmarès

### En club
- champion d'Algérie en 1995, 1996, 1997
- Coupe d'Afrique des clubs en 2003, 2004
- Coupe d'Afrique des clubs vainqueurs de coupe 2002, 2004

 Club sfaxien
- Finaliste de la Coupe d'Afrique des clubs champions de volley-ball :2001

### Enéquipe d'Algérie
- Quatrième du  Championnat d'Afrique : 2003
- Vainqueur aux Jeux panarabes :1997

### Participations à des compétitions internationales
- Championnat du monde de volley-ball des moins de 19 ans 1991
- Championnat du monde de volley-ball des moins de 21 ans 1995
- Championnat du monde : 1998